# 일본의 정치극단주의
일본의 정치극단주의(日本- 政治極端主義, 영어: political extremism in Japan)는 주로 일본우익에 기반된 일본정치의 극단성을 말한다.

## 같이 보기
- 일본의 2대 우익세력
  - 조슈벌(長州閥)
  - 사쓰마벌(薩摩閥)
  - 일본회의 (일본우익단체중 최상위 단체)
  - 일본재단 (일본회의와 협력관계이며, 탤런트 이서진이 홍보대사)
- 일본의 전쟁범죄
- 황국사관
- 흑룡회
- 요시다 쇼인
- 이토 히로부미
- 조슈 파벌 (야마구치현 구마게 군 다부세정) - 근현대 일본우익의 핵심세력
  - 다부세 일파(田布施一味)
  - 세이와회 - 자민당의 최대 파벌
  - 아베 신조
  - 기시 노부스케
- 리버스코스(역코스)